# Letonia en los Juegos Olímpicos de Tokio 2020
Letonia estuvo representada en los Juegos Olímpicos de Tokio 2020 por un total de 33 deportistas que compitieron en 14 deportes. Responsable del equipo olímpico fue el Comité Olímpico Letón, así como las federaciones deportivas nacionales de cada deporte con participación.
Los portadores de la bandera en la ceremonia de apertura fueron el jugador de baloncesto Agnis Čavars y la tenista Jeļena Ostapenko.

## Medallistas
El equipo olímpico de Letonia obtuvo las siguientes medallas:
| Nombre                                                    | Deporte        | Competición |
| --------------------------------------------------------- | -------------- | ----------- |
| Oro                                                       |                |             |
| Agnis Čavars Edgars Krūmiņš Kārlis Lasmanis Nauris Miezis | Baloncesto 3×3 | Torneo M    |
| Plata                                                     |                |             |
| —                                                         |                |             |
| Bronce                                                    |                |             |
| Artūrs Plēsnieks                                          | Halterofilia   | 109 kg M    |